# Pulp (album)
Pulp – pierwszy studyjny album polskiej grupy muzycznej P.Unity. Album został wydany 5 października 2018.

## Historia
Latem 2018 ukazał się teledysk do utworu Milk zapowiadający album, który ukazał się 5 października 2018 nakładem wydawnictw U Know Me Records i Funky Mamas And Papas Recordings. Tego samego dnia zespół po raz pierwszy zaprezentował materiał z płyty na żywo w trakcie koncertu w warszawskim klubie Niebo. Za dystrybucję CD odpowiadało Asfalt Distro. Na płycie gościnnie pojawił się raper Kuba Knap. Za miks albumu odpowiadał Envee, a mastering Eprom. Producentami płyty byli Maciej Sondij i Miłosz Oleniecki. Na okładce znalazło się zdjęcie Moniki Orpik, zaś okładkę złożyła i wzbogaciła o szatę graficzną Zuzanna Kofta. Okładka płyty znalazła się wśród nominowanych do Cover awArts 2018.
W styczniu 2019 album został nominowany do Fryderyka w kategorii Album Roku Blues/Country.

## Lista utworów[1]
1. mleko - 3:24
2. coś - 3:37
3. zmiany - 3:34
4. 1 - 4:36
5. filozofia - 3:27
6. WVO - 1:41
7. rzeki na wolności - 4:34
8. soulschool - 4:00
9. FUNKJEST feat. Kuba Knap - 4:20
10. klan - 6:06
11. ulice - 5:03
12. matka - 4:27